# Старокамишлинська сільська рада
Старокамишли́нська сільська рада (рос. Старокамышлинский сельский совет) — муніципальне утворення у складі Кушнаренковського району Башкортостану, Росія. Адміністративний центр — село Старі Камишли.
Станом на 2002 рік існували Первушинська сільська рада (села Гуровка, Первушино, Петропавлово) та Старокамишлинська сільська рада (села Ільмурзино, Старі Камишли, присілки Нові Камишли, Таганаєво).

## Населення
Населення — 1514 осіб (2019, 1619 у 2010, 1819 у 2002).

## Склад
До складу поселення входять такі населені пункти:
| Населений пункт        | Населення, осіб (2002) | Населення, осіб (2010) |
| ---------------------- | ---------------------- | ---------------------- |
| Гуровка, село          | 110                    | 76                     |
| Ільмурзино, присілок   | 315                    | 297                    |
| Нові Камишли, присілок | 68                     | 53                     |
| Первушино, село        | 503                    | 440                    |
| Петропавлово, село     | 68                     | 43                     |
| Старі Камишли, село    | 752                    | 701                    |
| Таганаєво, присілок    | 3                      | 9                      |